# Средно училище „Димитър Талев“ (Добрич)
Средно училище „Димитър Талев“ е гимназия в град Добрич, в което се обучават ученици от 1 до 12 клас. То се финансира от бюджета на Общински съвет – град Добрич. Разположено е на адрес: улица „Генерал Георги Попов“ № 16.

## История
Училището е основано на 28 юни 1988 г. като основно училище, през април 1989 г. се провеждат първите празници Талеви дни, станали традиционни за училището. През септември 1989 г. училището придобива статут на средно училище.